# Diga di Punta Gennarta
La diga di Punta Gennarta è uno sbarramento artificiale situato nell'omonima località, in territorio di Iglesias, provincia del Sulcis Iglesiente.
L'opera è stata realizzata tra il 1959 e il 1964 su progetto esecutivo redatto dall'ingegnere Nullo Albertelli; venne collaudata il 26 luglio 1971. 

La diga è di tipo a materiali sciolti di terra permeabile e pietrame, con manto di tenuta di materiali artificiali; interrompendo il corso del rio Canonica dà origine al Lago Corsi; comprese le fondamenta ha un'altezza di 60,50 metri e sviluppa un coronamento di 254 metri a 257,50 metri sul livello del mare. 
 
Alla quota di massimo invaso, prevista a quota 255,30, il bacino generato dalla diga ha una superficie dello specchio liquido di circa 76 ettari, mentre il suo volume totale è calcolato in 12,70 milioni di metri cubi. La superficie del bacino imbrifero direttamente sotteso risulta di circa 38,50 chilometri quadrati.
L'impianto, di proprietà della Regione Sardegna, fa parte del sistema idrico multisettoriale regionale ed è gestito dall'Ente acque della Sardegna.